# Athletic Aviación de Madrid 1940-1941
Questa voce raccoglie le informazioni riguardanti l'Athletic Aviación de Madrid, antico nome del Club Atlético de Madrid, nelle competizioni ufficiali della stagione 1940-1941.

## Stagione
Nella stagione 1940-1941 i colchoneros, allenati da Ramón de la Fuente e in seguito da Ricardo Zamora, conquistarono il secondo titolo consecutivo. In Coppa del Generalísimo l'Athletic Aviación fu invece eliminato ai quarti di finale dalla Real Sociedad. Il 15 settembre 1940 si aggiudicò il trofeo predecessore della Supercoppa di Spagna, battendo l'Español. La Copa Presidente Federación Castellana de Fútbol, che vide affrontarsi Atlético e Real Madrid, si concluse con la vittoria dei rojiblancos. L'Atlético partecipò alla Copa Presidente FEF, che però ebbe termine il 14 settembre 1947, con la vittoria sul Valencia.

## Maglie e sponsor
| Manica sinistra · Manica sinistra · Maglietta · Maglietta · Manica destra · Manica destra · Pantaloncini · Calzettoni |

## Rosa
| N. |                   | Ruolo | Calciatore          |
| -- | ----------------- | ----- | ------------------- |
| -  | Spagna (bandiera) | P     | Fernando Tabales    |
| -  | Spagna (bandiera) | P     | Benavent            |
| -  | Spagna (bandiera) | P     | Guillermo           |
| -  | Spagna (bandiera) | D     | José Cobo           |
| -  | Spagna (bandiera) | D     | Ramón Colón         |
| -  | Spagna (bandiera) | D     | Alfonso Aparicio    |
| -  | Spagna (bandiera) | D     | José Mesa Suárez    |
| -  | Spagna (bandiera) | C     | Germán Gómez        |
| -  | Spagna (bandiera) | C     | Ramón Gabilondo     |
| -  | Cuba (bandiera)   | C     | Francisco Arencibia |

| N. |                   | Ruolo | Calciatore                 |
| -- | ----------------- | ----- | -------------------------- |
| -  | Spagna (bandiera) | C     | Francisco Machín Domínguez |
| -  | Spagna (bandiera) | C     | Enrique                    |
| -  | Spagna (bandiera) | C     | Juan Escudero              |
| -  | Spagna (bandiera) | C     | Manín                      |
| -  | Spagna (bandiera) | C     | Juan Vázquez Tenreiro      |
| -  | Spagna (bandiera) | C     | Luis Urquiri               |
| -  | Spagna (bandiera) | A     | Francisco Campos Salamanca |
| -  | Spagna (bandiera) | A     | Pruden Sánchez             |
| -  | Spagna (bandiera) | A     | Muñoz                      |
| -  | Spagna (bandiera) | A     | Cárdenas                   |

## Risultati

### Primera División

#### Girone d'andata
| Arbitro: | Rafael Tamarit Falaguera |

|                                      |           |                                       |
| Campos 33’, 60’, 70’, 85’ Pruden 63’ | Marcatori | 3’ Del Pino 6’, 31’ Agustín 46’ Mundo |

| Arbitro: | Luis Sanchis Orduña |

|                     |           |            |
| Escudero 80’ (aut.) | Marcatori | 32’ Pruden |

| Arbitro: | Eduardo Iturralde Gorostiaga |

|                      |           |           |
| Pruden 44’, 65’, 85’ | Marcatori | 34’ Alday |

| Arbitro: | Antonio Jáuregui Ansó |

|  |           |                                       |
|  | Marcatori | 35’ Vázquez 40’, 53’, 57’, 86’ Pruden |

| Arbitro: | José Martínez Íñiguez |

|                                                 |           |                                       |
| Arencibia 11’ Vázquez 44’ Pruden 51’ Campos 54’ | Marcatori | 24’ Bravo 79’ Vergara 81’, 85’ Martín |

| Arbitro: | Antonio Crespo Orradre |

|                        |           |            |
| Mundo 21’, 47’ Epi 24’ | Marcatori | 23’ Pruden |

| Arbitro: | Luis Sanchis Orduña |

|                                     |           |              |
| Arencibia 30’ Pruden 55’ Campos 85’ | Marcatori | 12’ Vilanova |

| Arbitro: | Jesús Arribas Seijas |

|                                         |           |                                      |
| Belmar 10’ López Herranz 44’ Tatono 52’ | Marcatori | 12’ Campos 32’ Enrique 86’ Arencibia |

| Arbitro: | Agustín Cruella Tena |

|              |           |            |
| Raimundo 21’ | Marcatori | 52’ Pruden |

| Arbitro: | Antonio Jáuregui Ansó |

|                                                  |           |                         |
| Pruden 25’, 58’ Manín 53’ Vázquez 65’ Campos 87’ | Marcatori | 40’, 66’ Jorge 70’ Chas |

| Arbitro: | Antonio Crespo Orradre |

|                                       |           |                               |
| Antón 8’, 15’ Leixo 64’ Herrerita 67’ | Marcatori | 41’ Arencibia 48’, 83’ Pruden |

#### Girone di ritorno
| Arbitro: | Rafael Tamarit Falaguera |

|  |           |                     |
|  | Marcatori | 2’ Pruden 34’ Manín |

| Arbitro: | José Fombona Fernández |

|                                                   |           |  |
| Arencibia 43’ Manín 46’ Pruden 64’, 76’, 78’, 87’ | Marcatori |  |

| Arbitro: | Eduardo Iturralde Gorostiaga |

|          |           |                                      |
| Sanz 73’ | Marcatori | 10’, 70’ Pruden 27’ Campos 65’ Manín |

| Arbitro: | Jesús Arribas Seijas |

|            |           |             |
| Pruden 67’ | Marcatori | 55’ Unamuno |

| Arbitro: | Rafael Tamarit Falaguera |

|                              |           |                                        |
| Martín 53’ Escolà 68’ (rig.) | Marcatori | 20’, 30’ Vázquez 40’ Campos 70’ Pruden |

| Arbitro: | Agustín Cruella Tena |

|                   |           |                   |
| Arencibia 5’, 75’ | Marcatori | 12’ Mundo 70’ Epi |

| Arbitro: | Rafael Tamarit Falaguera |

|             |           |            |
| Amestoy 72’ | Marcatori | 16’ Pruden |

| Arbitro: | Salvador Domínguez Lázaro |

|                                                         |           |            |
| Arencibia 16’, 61’ Campos 17’, 80’ Pruden 17’, 60’, 75’ | Marcatori | 73’ Tatono |

| Arbitro: | Agustín Vilalta Bars |

|                            |           |             |
| Campos 25’, 46’ Pruden 34’ | Marcatori | 20’ Pepillo |

| Arbitro: | Rafael Tamarit Falaguera |

|                   |           |                            |
| Olivas 3’ Mas 58’ | Marcatori | 36’, 44’ Pruden 87’ Campos |

| Arbitro: | Florentino Purroy Clavero |

|                          |           |  |
| Manín 6’, 38’ Campos 47’ | Marcatori |  |

### Coppa del Generalísimo
| Arbitro: | José Ramón Ferragut |

|              |           |                                           |
| Caballero 8’ | Marcatori | 20’ Manín 30’, 60’, 70’ Pruden 79’ Campos |

| Vallecas 18 maggio 1941 Ottavi di finale – Ritorno | Atlético Aviación         | 8 – 1 referto | Real Betis | Vallecas\| Arbitro: \| José Villaverde Fernández \| |
| Arbitro:                                           | José Villaverde Fernández |               |            |                                                     |

| Arbitro: | Jesús Arribas Seijas |

|                      |           |               |
| Pedrín 75’ Terán 81’ | Marcatori | 88’ Arencibia |

| Vallecas 1º giugno 1941 Quarti di finale – Ritorno | Atlético Aviación            | 0 – 0 referto | Real Sociedad | Vallecas\| Arbitro: \| Eduardo Iturralde Gorostiaga \| |
| Arbitro:                                           | Eduardo Iturralde Gorostiaga |               |               |                                                        |

### Copa de los Campeones de España
| Arbitro: | Domingo Espelta Mussons |

|                                  |           |                           |
| Martínez Català 11’, 66’ Mas 43’ | Marcatori | 27’, 33’ Muñoz 45’ Campos |

| Arbitro: | Lorenzo Torres |

|                                                         |           |                     |
| Pruden 30’, 40’, 82’ Arencibia 38’ Campos 46’, 76’, 80’ | Marcatori | 35’ Martínez Català |

### Copa Presidente Federación Castellana de Fútbol
| Arbitro: | Ramón Melcón |

|        |           |  |
| Arbiza | Marcatori |  |

| Arbitro: | Orriols |

|                         |           |  |
| Arencibia Campos (rig.) | Marcatori |  |

### Copa Presidente FEF
| 13 aprile 1941 1ª giornata | Atlético Aviación | 6 – 0 referto | Barcellona |  |

| 20 aprile 1941 2ª giornata | Atlético Aviación | 2 – 1 referto | Athletic Bilbao |  |

| 27 aprile 1941 3ª giornata | Athletic Bilbao | 6 – 2 referto | Atlético Aviación |  |

| 2 maggio 1941 4ª giornata | Barcellona | 2 – 1 referto | Atlético Aviación |  |

| 4 maggio 1941 5ª giornata | Valencia | 2 – 0 referto | Atlético Aviación |  |

## Statistiche

### Statistiche di squadra
| Competizione                                    | Punti | Totale | Totale | Totale | Totale | Totale | Totale | DR  |
| Competizione                                    | Punti | G      | V      | N      | P      | Gf     | Gs     | DR  |
| ----------------------------------------------- | ----- | ------ | ------ | ------ | ------ | ------ | ------ | --- |
| Primera División                                | 33    | 22     | 13     | 7      | 2      | 70     | 36     | +34 |
| Coppa del Generalísimo                          | -     | 4      | 2      | 1      | 1      | 14     | 4      | +10 |
| Coppa Eva Duarte                                | -     | 2      | 1      | 1      | 0      | 10     | 4      | +6  |
| Copa Presidente Federación Castellana de Fútbol | -     | 2      | 1      | 0      | 1      | 3      | 1      | +2  |
| Copa Presidente Federación Española de Fútbol   | 8     | 6      | 4      | 0      | 2      | 16     | 10     | +6  |
| Totale                                          | 41    | 36     | 24     | 9      | 7      | 113    | 55     | +58 |